# Leccinum piceinum
Bolet rude des épicéas, Bolet de l'épicéa, Bolet des épinettes, Bolet orangé des épicéas
Espèce
Statut de conservation UICN

 DD  : Données insuffisantes
Leccinum piceinum, le Bolet orangé des épicéas ou Bolet des épinettes, est une espèce de champignons (Fungi) basidiomycètes du genre Leccinum dans la famille des Boletaceae. Il fait partie d'un groupe d'espèces comprenant d'autres Leccinum à chapeau orangé. Il est caractérisé par ses mèches blanchâtres puis noires et son habitat sous épiceas.

## Taxonomie
Le nom correct complet (avec auteur) de ce taxon est Leccinum piceinum Pilát & Dermek.

### Synonymes
Leccinum piceinum a pour synonymes :
- Boletus piceinus (Pilát & Dermek) Hlaváček
- Krombholziella piceina (Pilát & Dermek) Šutara

### Noms vulgaires et vernaculaires
On connait ce bolet sous le nom de : Bolet orangé des épicéas, Bolet de l'épicéa, Bolet des épinettes, Bolet rude des épicéas.
On lui confère également de façon populaire le nom vernaculaire vague et inexact de « Bolet orangé », au même titre que Leccinum aurantiacum, Leccinum versipelle, Leccinum albostipitatum, et Leccinum vulpinum, cela pour la simple raison que la couleur de leurs chapeaux est orangée. Ce nom vernaculaire est souvent donné de manière arbitraire à n'importe laquelle de ces espèces par les cueilleurs, rendant le nom de « Bolet orangé » ambigu quant à l'espèce réellement désignée et devenant un terme passe-partout et approximatif pour désigner n'importe quel Bolet rude (Leccinum) à chapeau orangé. De la même façon, ces Bolets rudes à chapeau orangé sont également connus sous les noms régionaux populaires, ambigus et vagues, de « Pible », « Pible orange » ou « Pible rouge ».

## Description du sporophore
Les bolets sont des champignons dont l'hyménophore, constitué de tubes et terminés par des pores, se sépare facilement de la chair du chapeau. Ce chapeau d'abord rond, recouvert d'une cuticule, devient convexe à mesure qu’il vieillit. Ils ont un pied (stipe) central assez épais et une chair compacte. Les caractéristiques morphologiques de L. piceinum sont les suivantes :
Son chapeau mesure 5 à 15 cm de diamètre. Il est de forme hémisphérique puis convexe et étalé, de texture sèche, finement fibrilleuse, puis méchuleuse à maturité. Il est de couleur orange brunâtre, rouge brique à brun rougeâtre, brunissant avec l'âge, à marge dépassant la couche de tubes,.
L'hyménophore présente des tubes blanchâtres à gris, brunissants à maturité et au froissement. Les pores sont ronds et petits. La sporée est brune.
Son stipe mesure 7 à 15 cm x 1,5 à 3 cm, de forme égal ou atténué vers l'apex. Il est plein, orné de rugosités blanches au début puis noires avec l'âge sur fond blanchâtre.
La chair est épaisse, ferme, blanche, devenant rosé-violacé, violet-gris puis noirâtre à la coupe. Elle est parfois bleu-vert à la base du pied.

### Caractéristiques microscopiques
Les spores sont (sub)fusiformes, lisses, brun pâle dans H2O, jaunâtres dans le KOH, mesurant (10)12-16(18) x 3,5-4,5(5) µm.

## Galerie

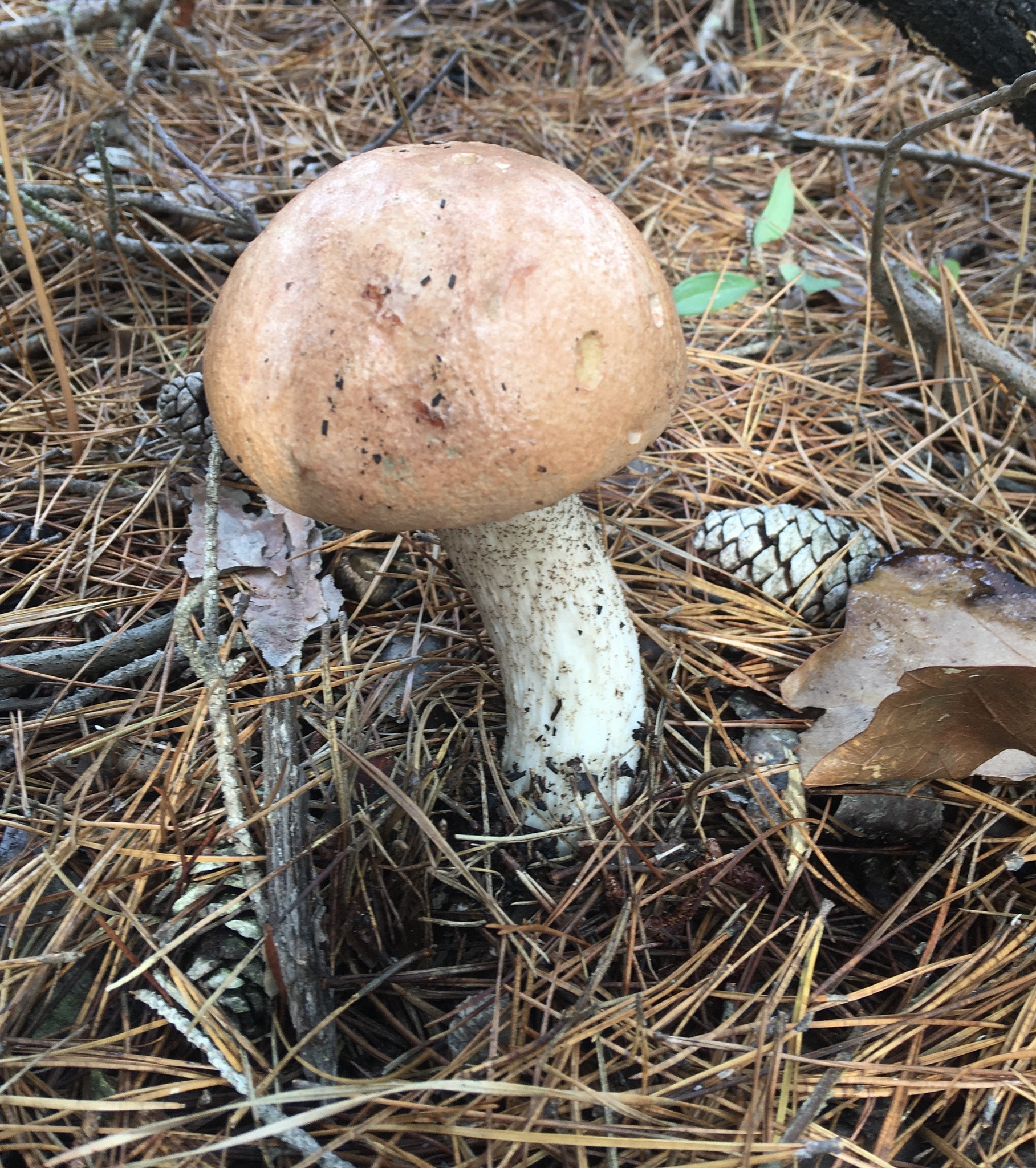
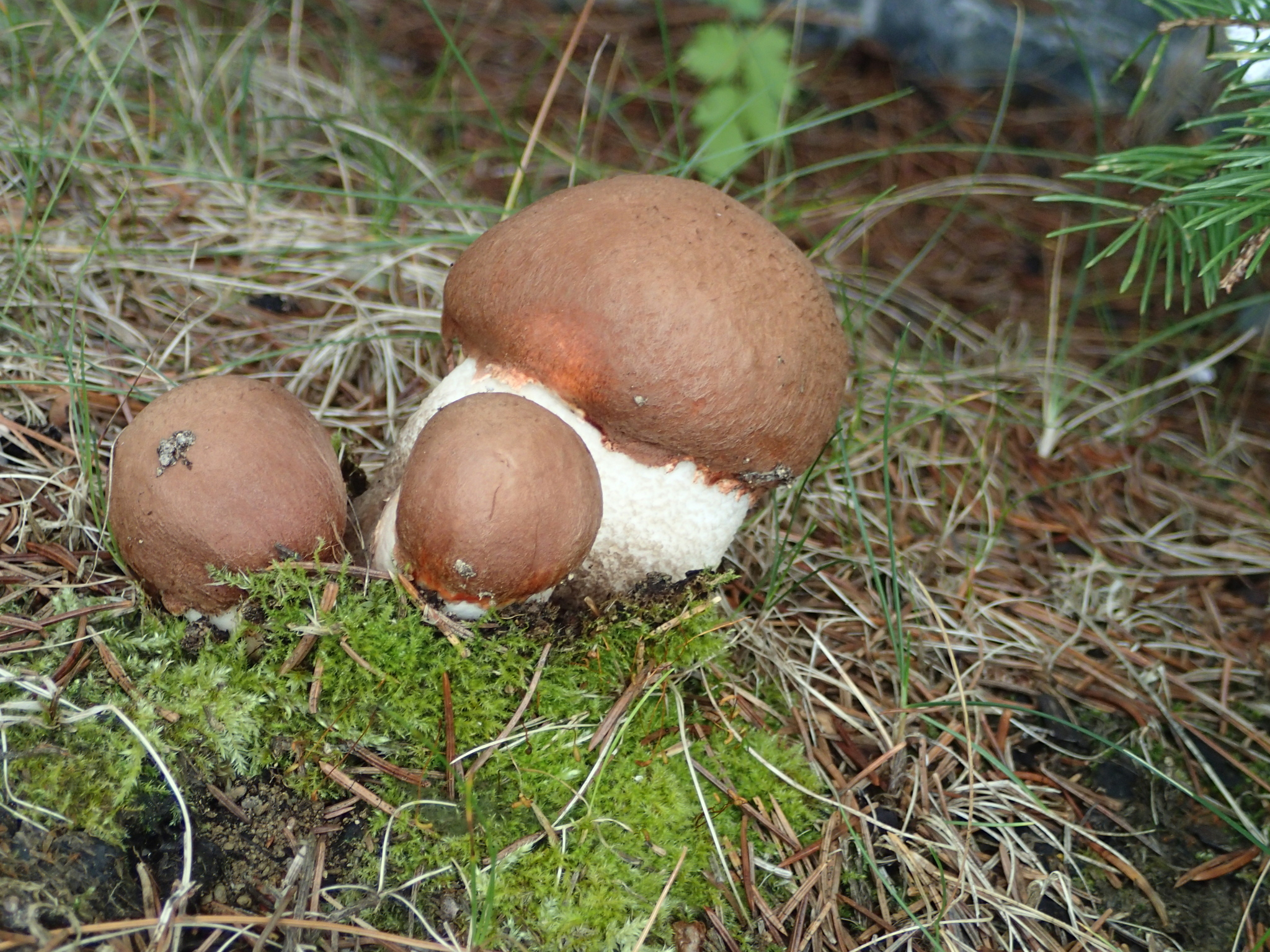
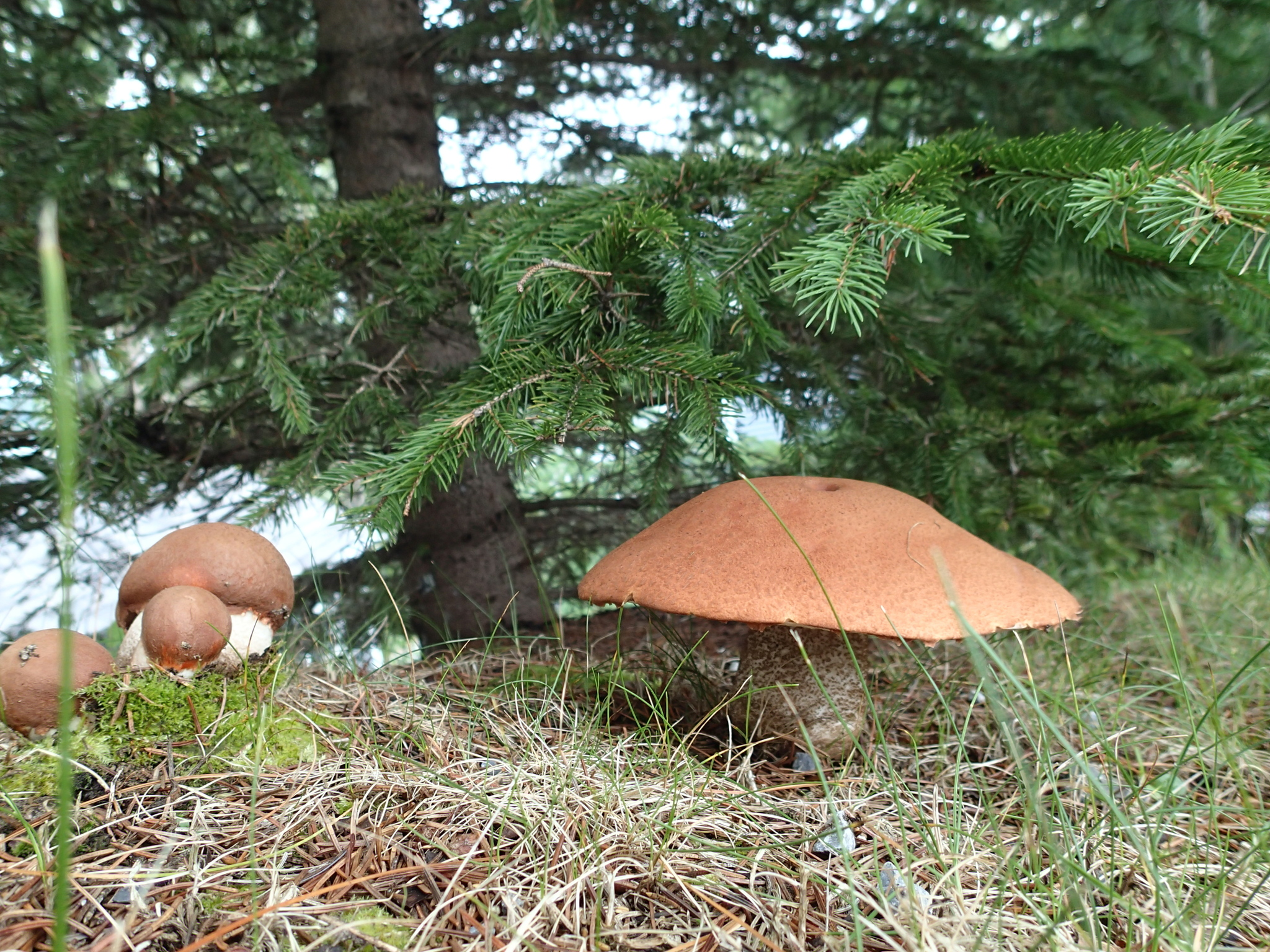
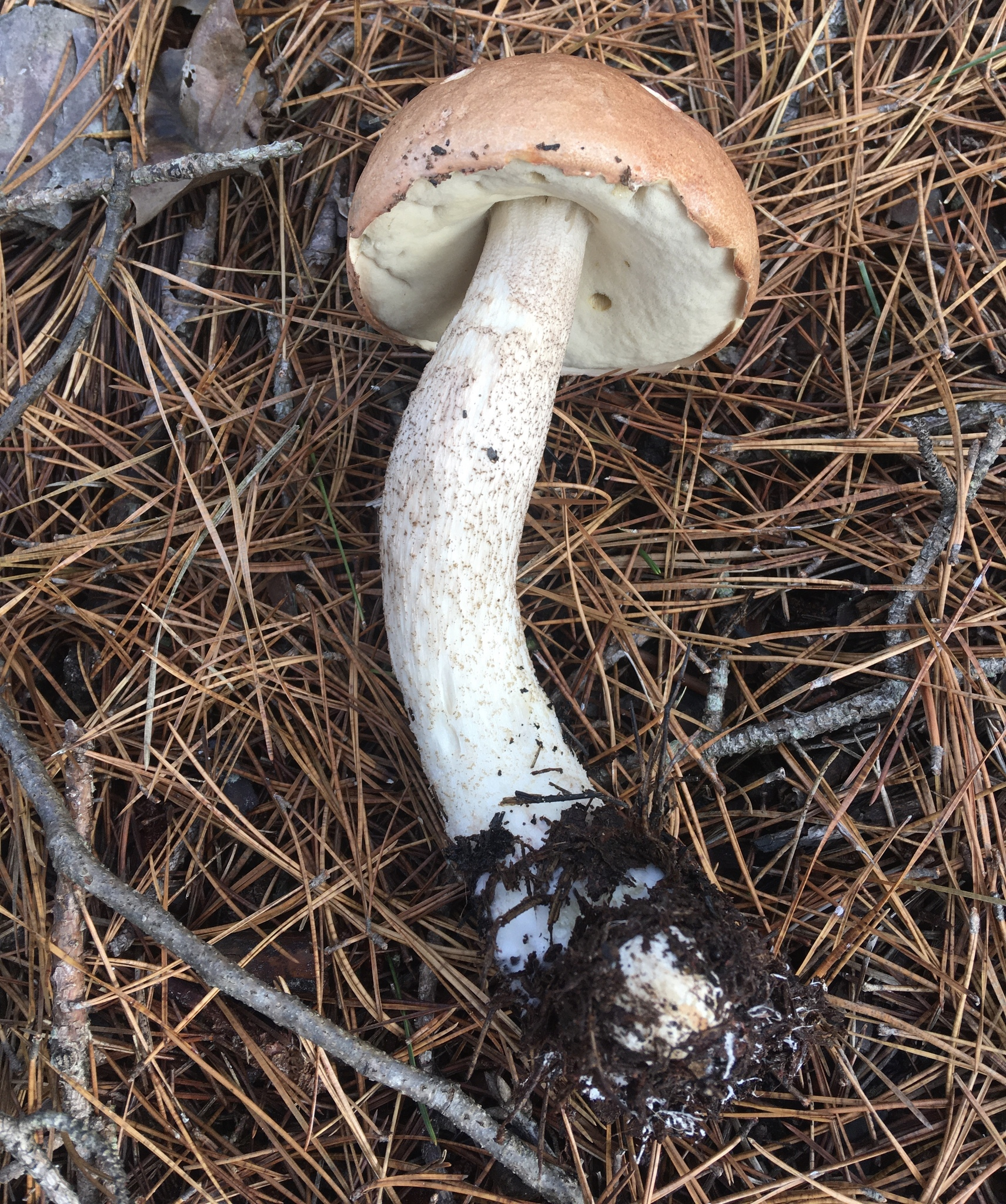
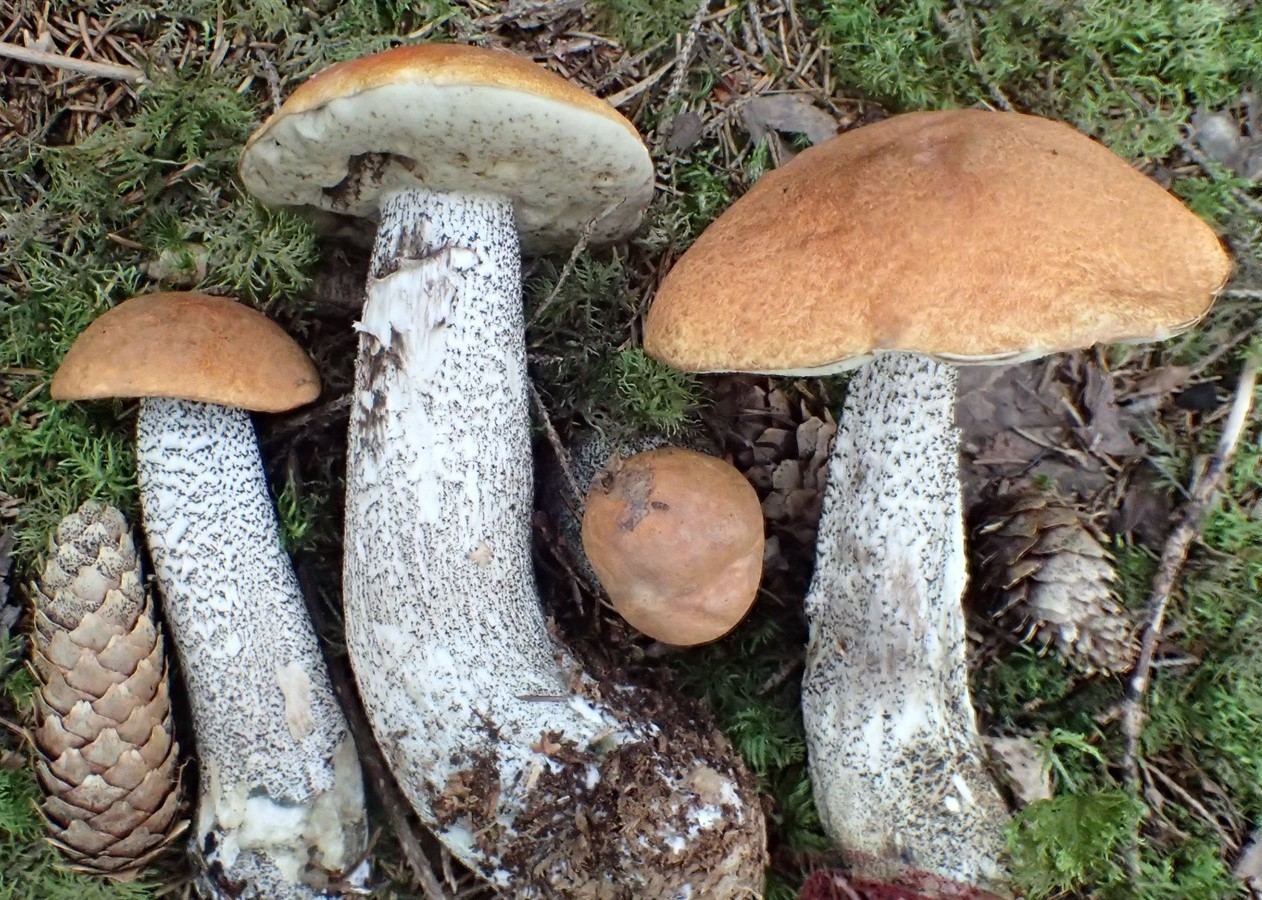
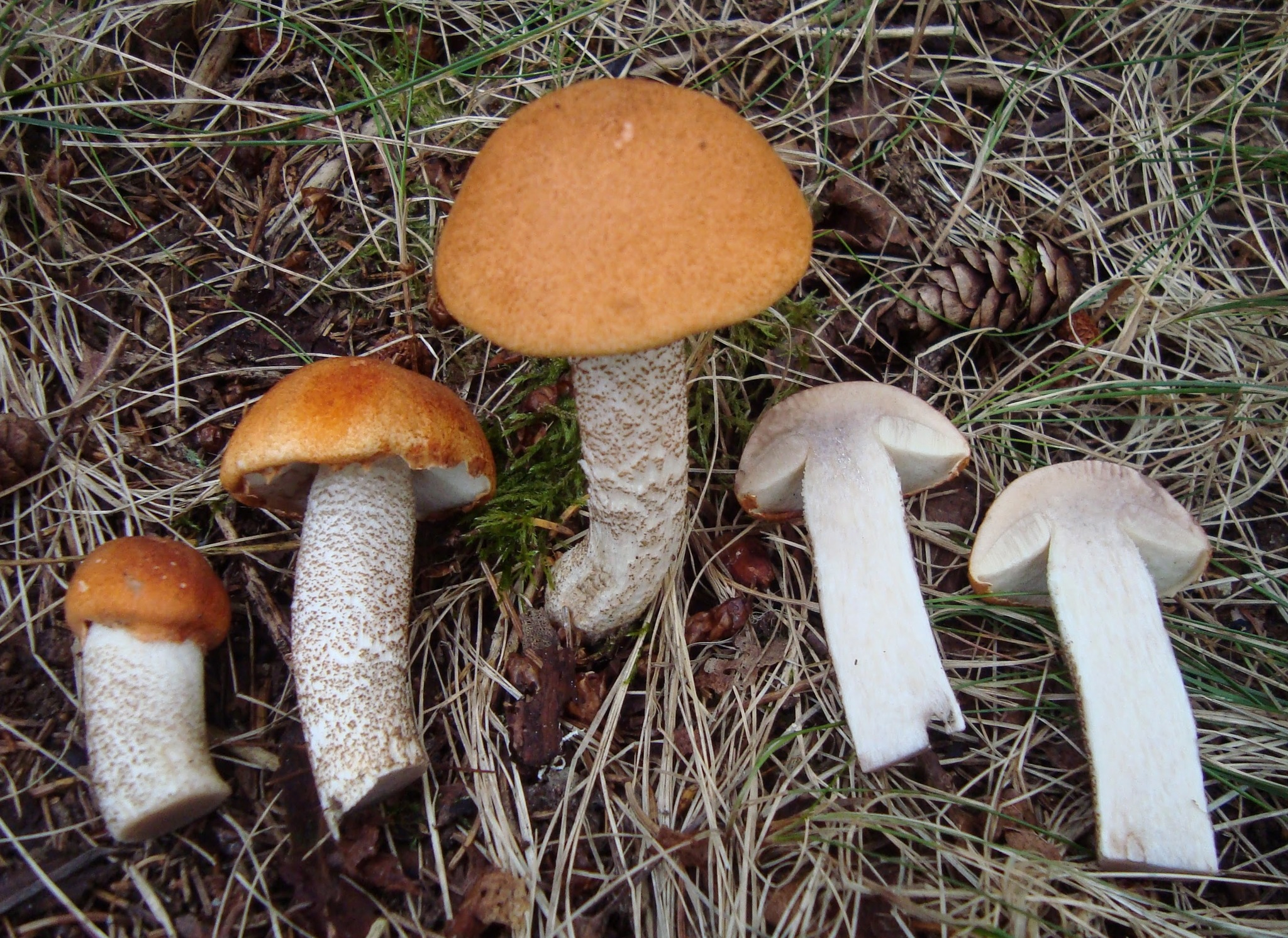

## Habitat et distribution
Il s'agit un champignon ectomycorhizien, poussant sous épiceas et autres conifères,. C'est une espèce d'Europe centrale, très rare en France.

## Statut de conservation

### Régional
- Auvergne-Rhône-Alpes : classement de cette espèce en catégorie NT (Quasi menacée) au niveau régional[6].

## Comestibilité
Le Bolet orangé des épicéas est comestible. Comme toutes les espèces de Leccinum au sens large, son pied fibreux et indigeste esst souvent rejeté. Il est fréquemment recommandé de le cueillir jeune et de ne garder que le chapeau. Les Bolets rudes sont à l'origine de troubles gastro-intestinaux s'ils sont consommés crus ou mal cuits. En France, de par sa rareté, le Bolet orangé des épicéas ne fait l'objet d'aucune consommation traditionnelle ou occasionnelle notable. Il peut être considéré comme sans intérêt alimentaire .

## Confusions possibles
- Le Bolet orangé des chênes (Leccinum aurantiacum,)  a un stipe couvert de mèches rousses et vient surtout sous chênes. Comestible réputé.
- Le Bolet orangé des peupliers (Leccinum albostipitatum),  a un stipe couvert de mèches blanches, parfois légèrement brunes, et vient sous peupliers, surtout sous peupliers trembles. Comestible réputé.
- Le Bolet orangé des bouleaux (Leccinum versipelle) a un stipe couvert de mèches noires et vient surtout sous bouleaux. Comestible réputé.
- Le Bolet orangé des pins (Leccinum vulpinum) a un stipe couvert de mèches rousses puis noires et viens sous pins. Il est très rare en France, espèce d'Europe centrale. Rare, sans intérêt alimentaire.